# توپولف تی‌بی-۶
توپولف تی‌بی-۶ (به انگلیسی: Tupolev TB-6) یک هواگرد ساختِ کارخانهٔ توپولف در کشور اتحاد جماهیر سوسیالیستی شوروی است.